# 卡瓦永 (海地)
卡瓦永（法語：Cavaillon，法語發音：[kavajɔ̃]）是海地南部省阿坎区的一个市镇，该市镇2009年时的人口预计为44276人。